# Arnved Nedkvitne
Arnved Nedkvitne (født 21. maj 1947) er en norsk middelalderhistoriker og professor emeritus i middelalderhistorie ved Universitetet i Trondheim (NTNU) og Universitetet i Oslo, der er en af de førende nulevende fagpersoner indenfor norsk middelalderhistorie. Han havde lærestolen i norsk middelalderhistorie ved Universitetet i Trondheim 1991–1993 og ved Universitetet i Oslo 1993-2009. Han er medlem af Det Kongelige Norske Videnskabers Selskab. Han blev dr.phil. i 1983.

## Bøger
- Utenrikshandelen fra det vestafjelske Norge 1100-1600, 1983 (dr.phil.-afhandling)
- "Mens bønderne seilte og jægterne for" : nordnorsk og vestnorsk kystøkonomi 1500-1730, Oslo: Universitetsforlaget, 1988
- Människan och miljön, 1991 (med Kjell Haarstad og Lars J. Lundgren)
- Byen under Eikaberg : fra byens oppkomst til 1536, 1991 (med Per G. Norseng)
  - Middelalderbyen ved Bjørvika, Oslo: Cappelen
- Norwegen und die Hanse : wirtschaftliche und kulturelle Aspekte im europäischen Vergleich, Frankfurt am Main: Peter Lang, 1994 (red. med Volker Henn)
- Møte med døden i norrøn middelalder, Oslo: Cappelen, 1997, svensk udgave 2004
- The social consequences of literacy in medieval Scandinavia, Turnhout: Brepols, 2004
- Lay belief in Norse society 1000-1350, København: Museum Tusculanums Forlag, 2009
- Ære, lov og religion i Norge gjennom tusen år, Scandinavian Academic Press, 2011